# It's my CUE.
『It's my CUE.』（イッツマイキュー）は、田所あずさの2枚目のオリジナル・アルバム。2016年7月6日にLantisから発売された。

## 背景、制作
デビューアルバムとなった『Beyond Myself!』（2014年）では「田所あずさ」としての音楽性は定まっておらず、様々な曲を歌う中で音楽性を模索する、という方針で制作されていた。田所は元々ロックが好きで、特にLiSAに憧れを抱いており、そういった楽曲を歌いたいという気持ちを持っており、アルバムの制作やイベントを通して徐々にそれを発信するようになり、自身の音楽としてロックを目指していくこととなった。その後の1stシングル「DREAM LINE」ではバンド感を強め、2ndシングル「君との約束を数えよう」で更にロック色を強めたところ、プロデューサーの斎藤滋もこの方向が田所に合っているという強い手応えを得て、ロックを軸に活動していくという方針が明確化した。
アルバムの制作は、2016年1月24日に開催された「田所あずさ LIVE TOUR 2016 〜Live Forward〜」にて発表され、3月3日にタイトルや収録内容が発表された。タイトルの「It's my CUE.」には「私の出番」、「これが私のやりたかったこと」という意味が込められている。タイトルを決める際に田所が海外ドラマで出る英語のフレーズを出し、その中にあった「That's my cue.」を元に決定した。
シングルから「DREAM LINE」「君との約束を数えよう」「純真Always」が収録されており、2ndシングルのカップリング曲「Straight Forward」も収録されている。またアルバム新規楽曲として、11曲が制作された。

## 音楽性
アルバムのコンセプトにはロックを掲げ、全面的にロック調の楽曲となっている。
1曲目「Come on, A-Z!! (before the CUE)」は、疾走感のある楽曲で、次曲「It's my CUE.」と続けて聴くことを意図され、またアルバムの音楽性が瞬時に把握できるよう制作された。「A-Z」はあずさ（AZUSA）と、アルファベットの順番から来ており、最初から最後までついて来い、という意味が掛けられている。
2曲目「It's my CUE.」は、本アルバムのリード曲。2016年5月2日に開催された「animeloLIVE! presents アニソンCLUB! VOL.01」夜公演にて初披露された。テンポが速く歌詞も多い曲で、初披露の際には歌詞を一度つまづいただけでも修正できない気がして恐ろしくなったという。ミュージック・ビデオも制作され、バックバンドを背に田所が歌唱するクールなクリップとなっている。
4曲目「spit out」は田所が作詞を担当した。最初に曲を聴いた時に「イライラしている曲」という印象を受けたため、自分の中のイライラを書いたところ、周りからこういうことを思っているんだ、と驚かれて、そういう一面をあまり出してこなかったことに気付いたという。
5曲目「君との約束を数えよう」は、2ndシングルの表題曲。カッコよさを出したロック調の曲で、レコーディングの際には飾らず、自分の気持ちをストレートに出すことを意識したという。
7曲目「夜はいつか朝になる」はアルバム中で唯一ゆっくりとした曲で、アルバムの中で一時の安らぎを与えてくれるような楽曲。シンプルなメロディの楽曲になるようにオーダーされた。
8曲目「世界が終わったあとの夜」は曲の中で雰囲気が変わっていく楽曲で、最初はつぶやくような歌が、2番からはロックに変わっていく曲。田所はこの曲について、新境地と語っており、アルバムに緩急をつける曲になっている。
10曲目「アンソリティア」は、テレビアニメ『ルガーコード 1951』のイメージソングとして制作された。田所がアシスタントを務めるラジオ『ミュ〜コミ+プラス』内の企画「田所あずさプロジェクト2016」として、作詞・作曲を担当した。タイアップ作品に寄せて狼の荒々しさを意識して制作された。
11曲目「英雄なんていない」は、ストレートに格好良い楽曲。他の楽曲が難しい曲ばかりの中で普段の田所らしさを感じる曲で、ここで成長した姿を見せたいとしている。
12曲目「DREAM LINE (CUE mix)」は、1stシングルの表題曲を、アルバム向けにリミックスした楽曲。
13曲目「Straight Forward」は、2ndシングルのカップリング曲で、田所が初めて作詞した楽曲。曲から爽やかな青春の情景が浮かんだため、高校時代所属していたテニス部での実体験を元に、「自分の夢に向かって真っ直ぐ進んでいきたい」という気持ちの歌詞を書いたという。
14曲目「Boom! Boom!」は、ライブでタオルを振り回してみんなで騒ぐような楽曲。レコーディングの際に綺麗に歌うのではなく、「雑に歌うくらいがちょうどいい」というディレクションを受け、お祭り感を出すためにやる気なく歌ったという。
15曲目「純真Always」は、3rdシングル表題曲で、テレビアニメ『無彩限のファントム・ワールド』のエンディングテーマとして制作された楽曲。

## リリース、プロモーション
2016年7月6日にLantisから発売された。田所あずさのアルバムとしては、『Beyond Myself!』から約2年ぶりのリリースとなった。BD付限定盤、通常盤の2形態で販売され、BD付限定盤には2016年1月24日にEX THEATER ROPPONGIにて開催されたライブ・イベント「田所あずさ LIVE TOUR 2016 ～Live Forward～」東京公演及び録りおろし映像を収録したBlu-ray Discが収録された。
2016年4月6日にリード曲「It's my CUE.」のミュージック・ビデオのショートバージョン、また限定盤に付属するBlu-ray Discに収録されているライブ映像のダイジェスト版が公開され、6月7日と6月22日には試聴動画が公開された。また音楽イベントにも出演し、同年5月2日には『animeloLIVE! presents アニソンCLUB! VOL.01』に出演し、夜公演にて「It's my CUE.」を初披露したほか、6月20日には『さーくるふぁいあー!!』に出演し、「spit out」を初披露を含むライブ・パフォーマンスを行った。また6月29日にはe-onkyo musicによるハイレゾ先行試聴会が、田所とプロデューサーの斎藤滋によるトークを交えて開催された。

## 収録曲
| #   | タイトル                            | 作詞         | 作曲                       | 編曲                       | 時間 |
| --- | ----------------------------------- | ------------ | -------------------------- | -------------------------- | ---- |
| 1.  | 「Come on, A-Z!! (before the CUE)」 | 田淵智也     | 田淵智也                   | 堀江晶太                   | 2:10 |
| 2.  | 「It's my CUE.」                    | こだまさおり | 堀江晶太                   | 堀江晶太                   | 4:05 |
| 3.  | 「Fighter's high」                  | Q-MHz        | Q-MHz                      | Q-MHz                      | 5:03 |
| 4.  | 「spit out」                        | 田所あずさ   | 黒須克彦                   | 黒須克彦                   | 4:34 |
| 5.  | 「君との約束を数えよう」            | 畑亜貴       | 黒須克彦                   | 黒須克彦                   | 4:01 |
| 6.  | 「孤毒ディストレス」                | 高田暁       | 高田暁                     | 高田暁                     | 4:39 |
| 7.  | 「夜はいつか朝になる」              | 志倉千代丸   | 志倉千代丸                 | 菊池達也                   | 5:04 |
| 8.  | 「世界が終わったあとの夜」          | 中山真斗     | 中山真斗                   | 中山真斗                   | 4:43 |
| 9.  | 「ALERT from THE END」              | 畑亜貴       | 山本陽介                   | 山本陽介                   | 4:46 |
| 10. | 「アンソリティア」                  | 田所あずさ   | 田所あずさ、加藤大祐       | 加藤大祐                   | 3:40 |
| 11. | 「英雄なんていない」                | 真崎エリカ   | 菊田大介 (Elements Garden) | 菊田大介 (Elements Garden) | 4:34 |
| 12. | 「DREAM LINE (CUE mix)」            | yozuca*      | 俊龍                       | 加藤大祐                   | 4:44 |
| 13. | 「Straight Forward」                | 田所あずさ   | 堀江晶太                   | 堀江晶太                   | 4:09 |
| 14. | 「Boom! Boom!」                     | 松井洋平     | 俊龍                       | eba                        | 3:59 |
| 15. | 「純真Always」                      | 結城アイラ   | 堀江晶太                   | 堀江晶太                   | 4:23 |

## 参加ミュージシャン
- Come on, A-Z!! (before the CUE)
  - 神田ジョン - ギター
  - 田淵智也 - ベース
  - SHiN - ドラムス
- It's my CUE.
  - 神田ジョン  -  ギター
  - 堀江晶太 - ベース
  - SHiN - ドラムス
- Fighter's high
  - 滝善充（9mm Parabellum Bullet） - ギター
  - 田淵智也 - ベース
  - 城戸絃志 - ドラムス
- spit out
  - 山本陽介 - ギター
  - 黒須克彦 - ベース
  - SHiN - ドラムス
  - 須藤賢一 - キーボード
- 君との約束を数えよう
  - 山本陽介 - ギター
  - 黒須克彦 - ベース
  - かどしゅんたろう - ドラムス
  - 須藤賢一 - キーボード
- 孤毒ディストレス
  - 江畑コーヘー - ギター
  - 岩切信一郎 - ベース
  - SHiN - ドラムス
- 夜はいつか朝になる
  - 菊池達也 - ギター
  - 二家本亮介 - ベース
  - 髭白健 - ドラムス
- 世界が終わったあとの夜
  - 山本陽介 - ギター
  - 須長和広 - ベース
  - 髭白健 - ドラムス
- ALERT from THE END
  - 山本陽介 - ギター
  - 二村学 - ベース
  - 山内"masshoi"優 - ドラムス
- アンソリティア
  - 加藤大祐 - ギター
  - 二家本亮介 - ベース
  - SHiN - ドラムス
- 英雄なんていない
  - 藤永龍太郎 - ギター
  - 岩切信一郎 - ベース
  - SHiN - ドラムス
- DREAM LINE (CUE mix)
  - 加藤大祐 - ギター
  - 山本直哉 - ベース
  - 北村望 - ドラムス
  - 須藤賢一 - キーボード
  - 真部裕ストリングス - ストリングス
- Straight Forward
  - 神田ジョン - ギター
  - 堀江晶太 - ベース
  - SHiN - ドラムス
- Boom! Boom!
  - eba - ギター
  - 中村泰造 - ベース
  - Ryo Yamagata - ドラムス
- 純真Always
  - 神田ジョン - ギター
  - 堀江晶太 - ベース
  - SHiN - ドラムス